# Richard Burnell
Richard Desborough ("Dickie") Burnell (Henley-on-Thames, 26 juli 1917 –  Wallingford, 29 januari 1995) was een Brits roeier die op de Olympische Spelen van 1948 in Londen samen met Bert Bushnell een gouden medaille behaalde op de dubbeltwee.
Burnells vader won tijdens de Olympische Spelen van 1908 de gouden medaille in de acht. Burnells schoonvader Arthur Garton werd olympisch kampioen in de acht tijdens de Olympische Spelen 1912.